# Kanton Armagnac-Ténarèze
Armagnac-Ténarèze  is een kanton van het Franse departement Gers. Het kanton maakt deel uit van het arrondissement Condom .

In 2019 telde het 10.435 inwoners.

Het kanton werd gevormd ingevolge het decreet van 26 februari 2014 met uitwerking op 22 maart 2015, met Eauze als hoofdplaats.

## Gemeenten
Het kanton omvatte bij zijn vorming 16 gemeenten.
Op 1 januari 2016 werden de gemeenten Castelnau-d'Auzan en Labarrère samengevoegd tot de fusiegemeente (commune nouvelle)  Castelnau d'Auzan Labarrère.
Sindsdien omvat het kanton volgende gemeenten:
- Beaumont
- Bretagne-d'Armagnac
- Castelnau d'Auzan Labarrère
- Cassaigne
- Cazeneuve
- Eauze
- Fourcès
- Gondrin
- Lagraulet-du-Gers
- Larressingle
- Larroque-sur-l'Osse
- Lauraët
- Mansencôme
- Montréal
- Mouchan